# كاباليرونية تلوريتية
كاباليرونية تلوريتية (الاسم العلمي: Burkholderia telluris) هي نوع من البكتيريا، سلبية الغرام، تتبع جنس البيركهولدرية.